# عبدل أباد (جلغة)
عبدل أباد (بالفارسية: عبدل‌آباد) هي قرية تقع في إيران في قسم جلغة الريفي. يقدر عدد سكانها بـ 181 نسمة .